# 中城重光
中城 重光（なかじょう しげみつ）は、日本の弁護士。東京弁護士会や、関東弁護士会連合会、法テラス東京訟務室長、法務省司法試験考査委員等を歴任。

## 人物・経歴
山形大学人文学部中退。1984年司法修習生（東京）。東京弁護士会委員や、関東弁護士会連合会委員等を務め、弁護士偏在問題対策にあたるなどした。2009年法務省司法試験考査委員。日本司法支援センター東京地方事務所を経て、2018年から同室長を務め、台湾法律扶助協会が開催した第4回法律扶助国際会議に参加するなどした。